# HMIS Kistna (U46)
Le HMIS Kistna est un sloop, de la classe Black Swan modifiée, servant dans la Royal Indian Navy (RIN) qui participa aux opérations navales pendant la Seconde Guerre mondiale.
Après l'indépendance de l'Inde, il est en service dans la Indian Navy (marine indienne) en tant que INS Krisna.

## Construction et conception

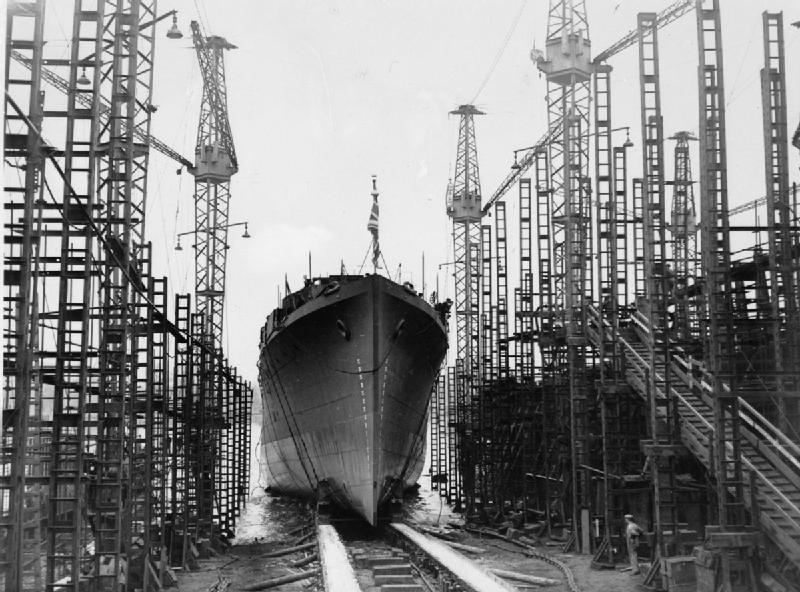
Le HMIS Kistna en cours de lancement le 22 avril 1943

Le Kistna est commandé le 10 novembre 1941 dans le cadre de programmation de 1940 pour le chantier naval de Yarrow Shipbuilders à Scotstoun en Ecosse. La pose de la quille est effectuée le 14 juillet 1942, le Kistna est lancé le 22 avril 1943 et mis en service le 26 août 1943. Au cours de sa construction, un radar de type 272 pour l'avertissement de surface et le type 285 pour le contrôle des tirs de l'armement principal ont été installés.
Les sloops de la classe Black Swan ont fait l'objet de nombreuses modifications au cours du processus de construction, à tel point que la conception a été révisée, les navires ultérieurs (du programme de 1941 et suivants) étant décrits comme la classe Black Swan modifiée. Bien que Wren ait été fixé selon la conception originale, elle a été achevée plus tard que certains des navires de classe modifiés, et avec les modifications apportées lors de sa construction, il était impossible de les distinguer des navires modifiés de Black Swan .
La classe Black Swan modifiée était une version élargie et mieux armé pour la lutte anti-sous-marine de la classe Black Swan, elle-même dérivée des sloops antérieurs de la classe Egret. L'armement principal se composait de six canons antiaériens QF 4 pouces Mk XVI dans trois tourelles jumelles, de 6 Canons jumelés de 20 mm Oerlikon Anti-aérien, de 4 canons de 40 mm pom-pom. L'armement anti-sous-marin se composait de lanceurs de charges de profondeur avec 110 charges de profondeur transportées. Il était aussi équipé d'un mortier Hedgehog anti-sous-marin pour lancer en avant ainsi qu'un équipement radar pour le radar d'alerte de surface type 272, et le radar de contrôle de tir type 285,.

## Historique
Avec la Seconde Guerre mondiale en cours, il est rapidement déployé pour des fonctions d'escorte de convoi entre le Royaume-Uni et l'Afrique de l'Ouest. En novembre 1943, alors qu'il escorte un convoi vers Liverpool, le convoi est aperçu par des avions allemands de la Luftwaffe. Le Wolfpack Schill, activé du 25 octobre au 16 novembre 1943 et composé de 10 U-Bootes (U-211, U-228, U-262, U-306, U-333, U-358, U-441, U-466, U-707, U-953) est formé pour attaquer le convoi, mais est repoussé par les escortes, dont le HMIS Kistna. Le HMS Chanticleer est touché par une torpille et subit des dégâts importants lors de l'attaque. Un navire marchand norvégien escorté, le Hallfried, est coulé par le U-262 et un autre endommagé par un avion allemand avec des bombes planantes Henschel Hs 293.
Le HMIS Kistna est transféré à la flotte de l'Est et continue d'escorter les convois en route vers Bombay. Dans la flotte orientale, il poursuit ses fonctions d'escorte dans le golfe Persique, le golfe du Bengale et l'océan Indien. Il soutient les opérations militaires de l'armée indienne britannique et de la British Army en Birmanie.
En décembre 1944, il rejoint un groupe d'escorte avec le HMIS Jumna (U21), le HMIS Narbada (U40) et le HMS Flamingo (L18) pour soutenir l'avance de la Division indienne dans la péninsule Mayu en Birmanie dans le cadre de l'opération Romulus.
En janvier 1945, le HMIS Kistna avec le HMS Phoebe (43), le HMS Rapid (H32) et le HMS Flamingo, soutiennent le débarquement amphibie de la 71e division indienne et de la 4e division britannique sur l'île Ramree en Birmanie, dans le cadre de l'opération Matador. Il continue de fournir un appui aux tirs navals dans le cadre de l'opération.
Après un radoub à Bombay, en avril 1945, il fait partie du groupe d'assaut amphibie de la 26e division indienne de Rangoon lors de l'opération Dracula. Les autres membres de ce groupe d'assaut sont le HMIS Cauvery (U10), le HMIS Godavari (U52), le HMIS Narbada, le HMIS Sutlej (U95) et le HMIS Hindustan.
En juillet, le Kistna est déployé pour des opérations de dragage de mines dans le détroit de Malacca pendant l'opération Collie. En août, il mêne des exercices préparatoires pour participer à l'opération Zipper pour récupérer la Malaisie.
À la fin de la Seconde Guerre mondiale, le Kistna est à Penang lors de la capitulation japonaise.
Après l'indépendance de l'Inde, il est en service dans la marine indienne sous le nom d'INS Krisna. il fait partie du 12 escadron de frégates, avant d'être utilisé à des fins d'entraînement. Il est déclassé en 1981 et mis au rebut.